# Han Kulker
Johannes Nicolaas Maria „Han” Kulker (ur. 15 sierpnia 1959 w Leidschendam) – holenderski lekkoatleta specjalizujący się w biegach średnio i długodystansowych, uczestnik letnich igrzysk olimpijskich w Seulu (1988). Halowy mistrz Europy z Liévin (1987) w biegu na 1500 metrów.

## Sukcesy sportowe
- mistrz Holandii w biegu na 800 m – 1985
- dwukrotny mistrz Holandii w biegu na 1500 m – 1986, 1987[1]
- dwukrotny halowy mistrz Holandii w biegu na 800 m – 1985, 1986
- czterokrotny halowy mistrz Holandii w biegu na 1500 m – 1985, 1987, 1989, 1991
- dwukrotny halowy mistrz Holandii w biegu na 3000 m – 1988, 1990[2]

| Rok  | Miasto       | Zawody                      | Konkurencja    | Wynik         |
| ---- | ------------ | --------------------------- | -------------- | ------------- |
| 1986 | Stuttgart    | mistrzostwa Europy          | bieg na 1500 m | brązowy medal |
| 1986 | Madryt       | halowe mistrzostwa Europy   | bieg na 1500 m | brązowy medal |
| 1987 | Indianapolis | halowe mistrzostwa świata   | bieg na 1500 m | brązowy medal |
| 1987 | Liévin       | halowe mistrzostwa Europy   | bieg na 1500 m | złoty medal   |
| 1987 | Rzym         | mistrzostwa świata          | bieg na 1500 m | 9. miejsce    |
| 1988 | Seul         | letnie igrzyska olimpijskie | bieg na 1500 m | 6. miejsce    |
| 1989 | Haga         | halowe mistrzostwa Europy   | bieg na 1500 m | srebrny medal |
| 1990 | Split        | mistrzostwa Europy          | bieg na 1500 m | 7. miejsce    |
| 1991 | Sewilla      | halowe mistrzostwa świata   | bieg na 1500 m | 5. miejsce    |

## Rekordy życiowe
- bieg na 800 m – 1:46,85 – Essen 21/06/1985
- bieg na 1000 m – 2:18,07 – Budapeszt 11/08/1986
- bieg na 1500 m – 3:36,08 – Rzym 04/09/1987
- bieg na 1500 m (hala) – Stuttgart 12/02/1989
- bieg na 1 milę – 3:53,93 – Hechtel 14/08/1985
- bieg na 2000 m (hala) – 5:05,94 – Sindelfingen 03/03/1991
- bieg na 3000 m (hala) – 7:56,19 – Stuttgart 31/01/1988